# Dagasuchus
Dagasuchus é um gênero fóssil de réptil do clado Loricata do Triássico Médio do Brasil. Há uma única espécie descrita par o gênero Dagasuchus santacruzensis. Seus restos fósseis foram encontrados na formação Santa Maria em Santa Cruz do Sul, no estado do Rio Grande do Sul, e datados do Ladiniano-Carniano.